# Улица Юхана Кундера
Улица Ю́хана Ку́ндера (эст. Juhan Kunderi tänav) — улица в Таллине, столице Эстонии. 

## География
Пролегает в микрорайоне Торупилли, район Кесклинн. Начинается от улицы Пронкси, пересекается с улицами Ф. Р.
Крейцвальда, К. Р. Якобсона, Ф. Кульбарса, Кундери пыйк, А. Рейнвальда, Лаулупео, К. А. Херманна и заканчивается на перекрёстке с улицами Лаагна и К. Тюрнпу.
Протяжённость — 1000 м.

## История
Названия улицы согласно письменным источникам разных лет:
- 1885 год — эст. Alexandri tänav, нем. Alexanderstraße
- 1885 год, 1921 год, 1923 год — эст. Aleksandri tänav
- 1916 год — Александровская улица
- 1923 год — эст. Kunderi tänav
- 1925 год, 1938 год — эст. Juhan Kunderi taänav
- 1942 год — нем. Kunderstraße

Своё современное название улица получила 17 января 1923 года в честь эстонского драматурга, поэта и педагога Юхана Кундера (1852—1888). 
Общественный транспорт по улице не курсировал и не курсирует.

## Застройка
На улице расположены малоэтажные жилые дома, на нижних этажах которых работают небольшие предприятия обслуживания. Улица имеет в основном историческую застройку, в частности:

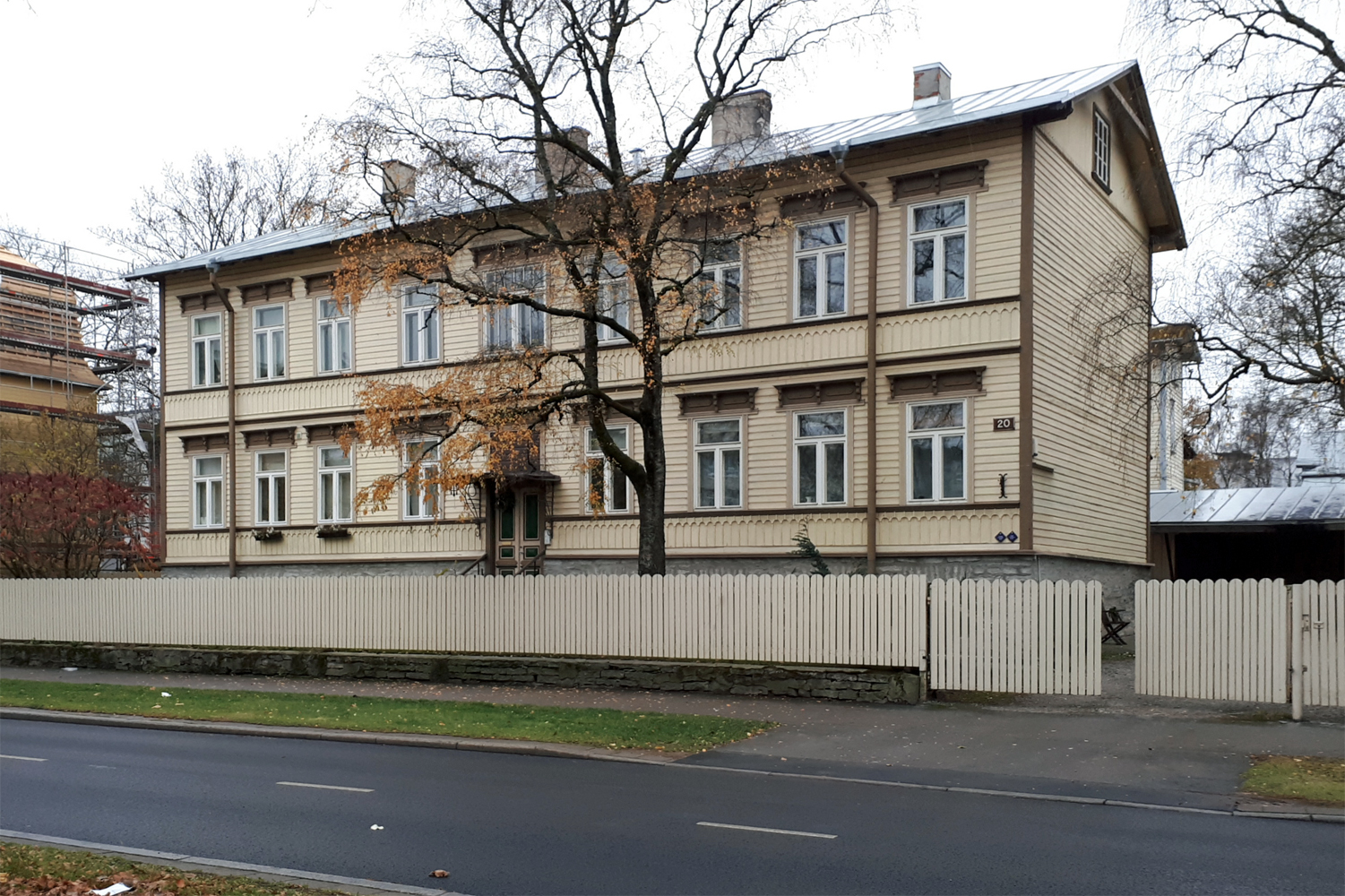
Дом 20

- дом 14 — пятиэтажный каменный жилой дом, построен в 1940 году;
- дом 17 — четырёхэтажный каменный жилой дом, построен в 1940 году;
- дом 20 — двухэтажный деревянный жилой дом, построен в 1901 году;
- дом 21 — четырёхэтажный каменный жилой дом 1934 года постройки;
- дом 22 — четырёхэтажный деревянный жилой дом на 12 квартир, построен в 1929 году;
- дом 24 — кирпичный четырёхэтажный жилой дом с торговыми площадями на первом этаже, построен в 1963 году;
- дом 25 — четырёхэтажный деревянный жилой дом 1940 года постройки;
- дом 37 — четырёхэтажный каменный жилой дом 1940 года постройки;
- дом 39 — трёхэтажный деревянный жилой дом 1940 года постройки;
- дом 40 — трёхэтажный каменный жилой дом, построен в 1938 году ;
- дом 42 — трёхэтажный каменный жилой дом, построен в 1940 году.

Застройка 2010-х годов: дом 33 — трёхэтажный жилой дом 2019 года постройки.

## Памятники культуры

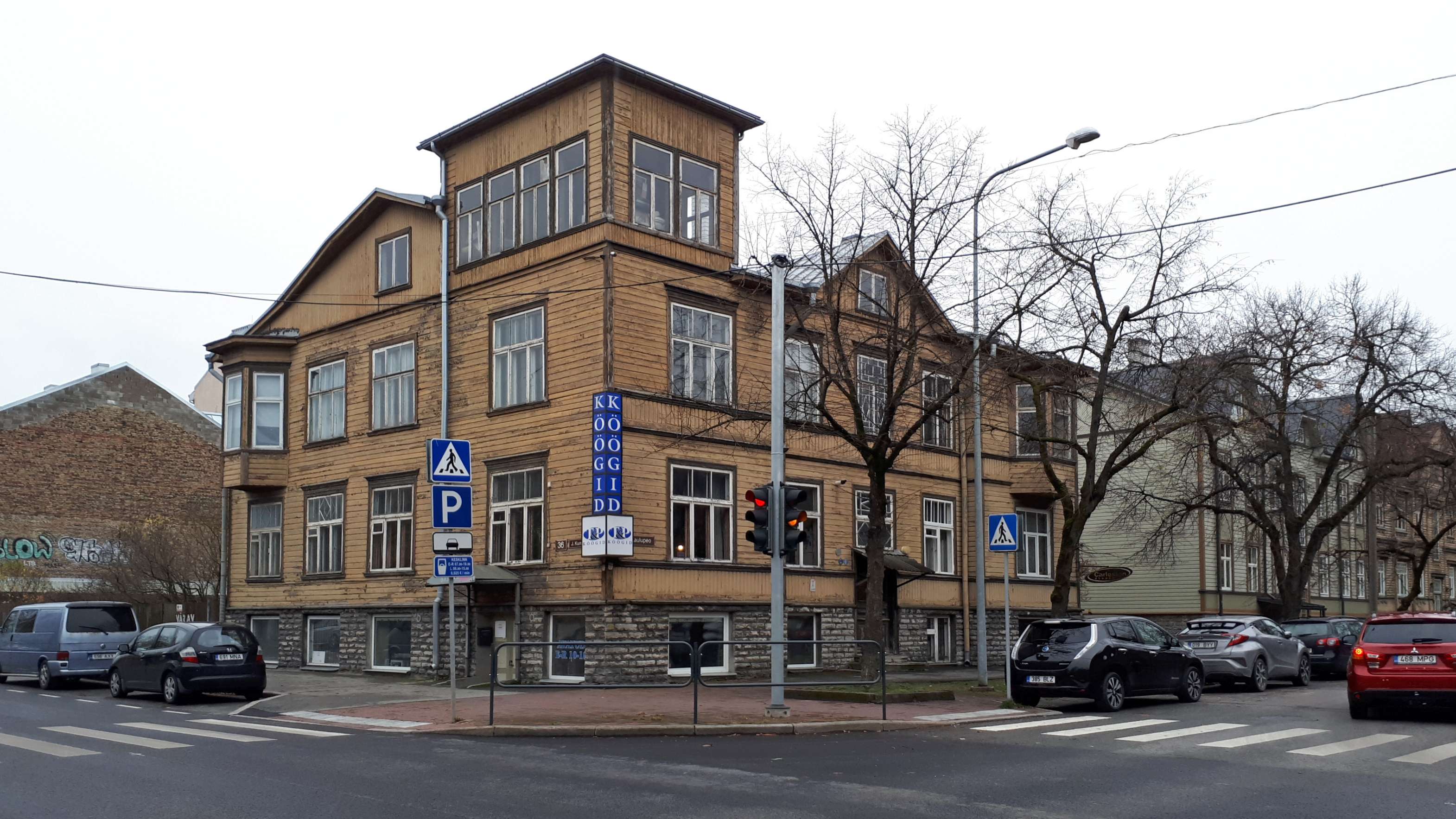
Дом 36

- J. Kunderi tn 36 / Laulupeo tn 14 — жилой дом

Двухэтажный жилой дом построен в 1912 году по проекту инженера М. Клибанского. Примечательный образец деревянного домостроения в Таллине 1910-х годов. Проект здания с распределением оконных рам в стиле модерн и угловой башней был скорректирован инженером В. Каратеневым ещё до завершения строительства. Была изменена форма башни и крыши. Дом имеет две лестничные клетки и фасады со скромным декором (горизонтальная облицовка досками и обрамления оконных рам). В здании расположены квартиры, в цокольном этаже — офисные помещения. 
При инспектировании 24.03.2020 состояние дома признано удовлетворительным.